# Sammarçolles
Sammarçolles é uma comuna francesa na região administrativa da Nova Aquitânia, no departamento de Vienne. Estende-se por uma área de 21,22 km². Em 2010 a comuna tinha 656 habitantes (densidade: 30,9 hab./km²).